# J.J. Dillon
James Morrison (Trenton, Nueva Jersey; 26 de junio de 1942), más conocido como J.J. Dillon, es un luchador profesional y mánager retirado estadounidense. Dillon es conocido por ser el líder estratégico del stable The Four Horsemen.

## Carrera en lucha libre profesional
Dillon es conocido por ser el líder estratégico de los Four Horsemen originales que consistieron en Ric Flair, Tully Blanchard, Arn y Ole Anderson. Es recordado más como mánager en lucha libre profesional. Él dirigió a muchos luchadores a ganar títulos individuales y en parejas en la NWA. Después de dejar WCW en febrero de 1989, Dillon sirvió como un ejecutivo de oficina para la WWF hasta 1997. Más tarde volvió a un papel frente a las cámaras en WCW. En 2003, Dillon tuvo un corto periodo como un representante de la NWA en TNA.
En 2009, hizo una aparición de una noche en Deaf Wrestlefest 2009 para hacer equipo con "Beef Stew" Lou Marconi y  "Handsome" Frank Staletto en una lucha en equipos de seis hombres contra "Franchise" Shane Douglas, Dominic DeNucci y Cody Michaels.
El 31 de marzo de 2012 fue introducido al WWE Hall of Fame como miembro de los Four Horsemen.

## En lucha
- Equipos dirigidos
  - The Four Horsemen (Ric Flair, Arn Anderson, Tully Blanchard y en su orden respectivo del tiempo como un Horseman: Ole Anderson, Lex Luger o Barry Windham)
  - The Long Riders (Ron Bass and Black Bart)

## Campeonatos y logros
- Central States Wrestling
  - NWA Central States Tag Team Championship (1 vez) – con Buzz Tyler

- Championship Wrestling from Florida
  - NWA Florida Heavyweight Championship (1 vez)
  - NWA Florida Tag Team Championship (1 vez) – with Roger Kirby
  - NWA Florida Television Championship (1 vez)

- Eastern Sports Association
  - ESA International Heavyweight Championship (1 vez)
  - ESA International Tag Team Championship (1 vez) – con Freddie Sweetan
  - ESA North American Heavyweight Championship (1 vez)

- NWA Western States Sports
  - NWA International Heavyweight Championship (Amarillo version) (1 vez)
  - NWA Western States Television Championship (1 vez)

- Georgia Championship Wrestling
  - NWA Macon Heavyweight Championship (1 vez)[5]

- Professional Wrestling Hall of Fame
  - Clase del 2013[6]

- Pro Wrestling Illustrated
  - PWI Mánager del Año (1982, 1983, 1988)

- WWE
  - WWE Hall of Fame (2012)[4]